# Incarnazione di Cristo (Piero di Cosimo)

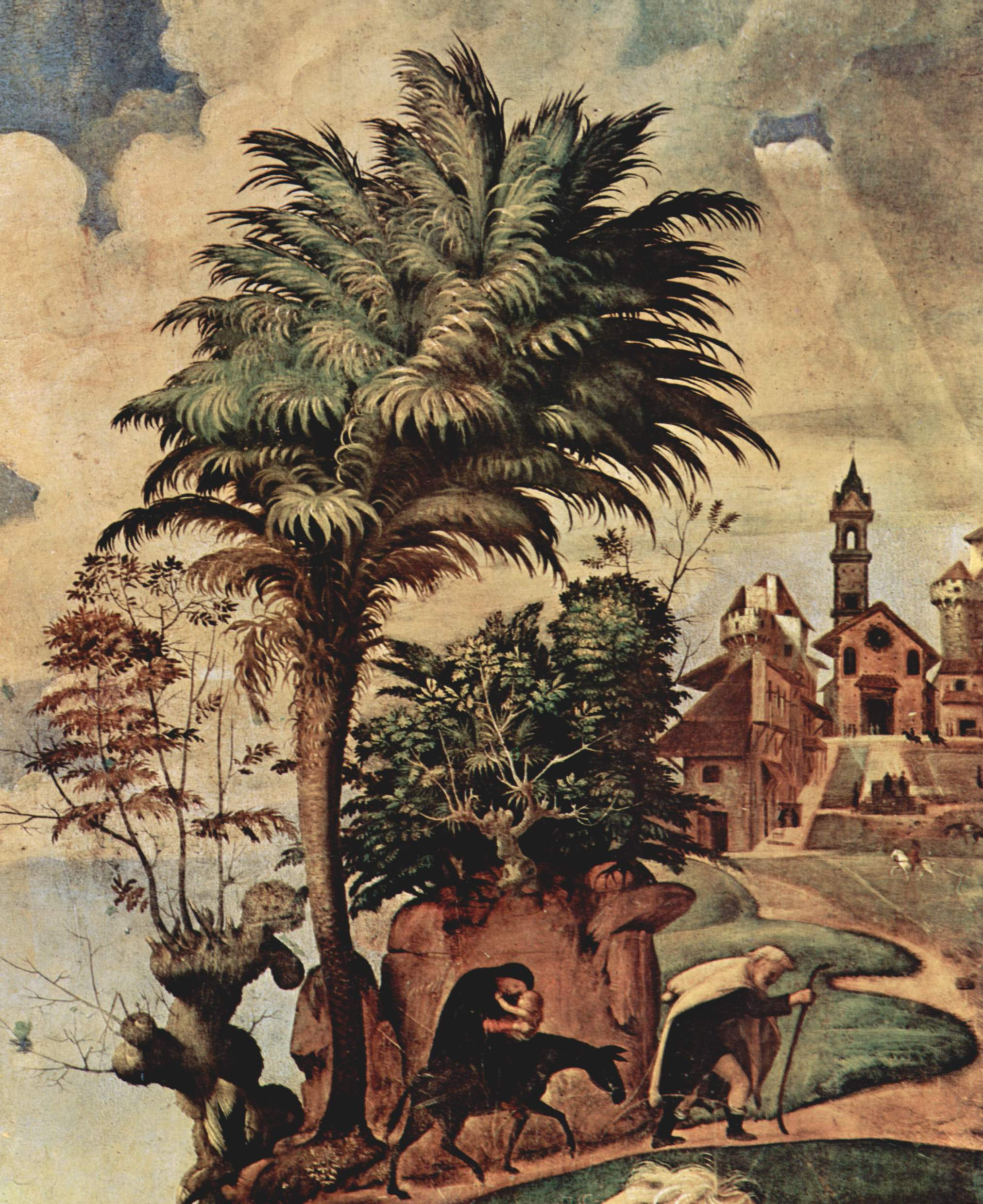
Dettaglio

L'Incarnazione di Cristo è un dipinto a olio su tavola (206x172 cm) di Piero di Cosimo, databile al 1505 circa e conservato alla Galleria degli Uffizi di Firenze.

## Storia
L'opera proviene dalla Cappella Tedaldi nella Basilica della Santissima Annunziata, dove un tempo era provvista anche di predella. Nel 1670 venne acquistata dal cardinale Leopoldo de' Medici e dal 1804 è agli Uffizi.
L'opera è tradizionalmente databile dal 1495 al 1505 circa, in linea con i giudizi di definizione di "eccentrico ritardatario" che riguardano l'artista. Laura Cavazzini però nel 1997 ne ha anticipato la datazione al 1498 circa, che ne farebbe un'opera più originale rispetto al panorama figurativo dell'epoca. La datazione tarda invece si basa con confronti stilistici che legano questa e alcune altre opere a un'influenza di Leonardo da Vinci (soprattutto nel San Giovanni) e Lorenzo di Credi.
Si conoscono un disegno preparatorio dell'opera a Brema nella Kunsthalle (noto solo tramite fotografie, poiché distrutto durante la guerra) e uno studio per le mani di Maria alla Biblioteca Reale di Torino (n. 15616).

## Descrizione e stile
L'opera mostra in maniera abbastanza originale un tema poco frequente, l'incarnazione di Gesù, di solito raffigurata in concomitanza con l'annunciazione. Al centro della scena torreggia la figura di Maria che si leva su un piedistallo marmoreo, dove non a caso si trova l'Annunciazione a bassorilievo. In alto discende la colomba dello Spirito Santo, accompagnata dalla luce divina che, a differenza dei pittori quattrocenteschi, non è una semplice discesa di raggi dorati, ma è un vero e proprio fascio luminoso che investe Maria e il centro della scena, fino al libro cadutole dalle mani e ora in terra, una piccola natura morta di ispirazione fiamminga. La mano sul ventre, gesto tipico delle gestanti, ribadisce il tema dell'opera.
Ai lati si trovano sei santi disposti in maniera simmetrica, ma variati nei gesti, attitudini ed espressioni. Da sinistra si riconoscono Giovanni evangelista, che indica Gesù, in questo caso nel ventre di Maria, Filippo Benizi, Caterina d'Alessandria, Margherita di Antiochia, Antonino da Firenze e Pietro. La disposizione delle due sante inginocchiate, finemente disposte a contrapposto, crea una piramide di linee di forza, che indirizza lo sguardo verso la Vergine.
Fanno da sfondo due bizzarre quinte composte da speroni rocciosi, abitati da figurette (tra cui si riconoscono gli episodi della Natività, l'Annuncio ai pastori e la Fuga in Egitto). A destra gli edifici ricordano il santuario di Montesenario, casa madre dell'ordine dei Servi di Maria che officiavano la chiesa.